# Cosmosoma tyrrhene
Cosmosoma tyrrhene là một loài bướm đêm thuộc phân họ Arctiinae, họ Erebidae.